# Canon de 4,7 pouces QF Mark XI
Le canon de marine de 4,7 pouces QF Mark XI était un canon de marine de calibre 4,7 pouces (120 mm) et d’une longueur 50 calibres, mis en œuvre sur des destroyers de la Royal Navy et alliés durant la Seconde Guerre mondiale.

## Description et histoire
Le canon de marine de 4,7 pouces QF Mk XI, installé sur la monture double Mk XX, fut mis en œuvre par la Royal Navy à bord des destroyers de classe L et M, à partir de 1941. Il envoyait un obus de 28,1 kg à 774 m / s à une distance maximale de 19 420 m avec une hausse de 45 degrés. La monture Mk XX était complètement fermée, mais les palans ne tournaient pas avec la tourelle. Le cycle de tir de l'arme était de six secondes, et les palans séparés pour l’approvisionnement en obus et cordite de chaque canon les approvisionnaient à raison de 10 par minute. Les obus et les cartouches étaient transférés des palans au plateau basculant de la machine de mise en place des fusées, à la main. Une fois que les fusées étaient installées, l’ensemble glissait vers le plateau de chargement d'où il était enfoncé dans la culasse par un piston hydraulique. La culasse à glissière horizontale s'ouvrait de manière semi-automatique après le tir des canons.
Les canons pouvaient être chargés à n'importe quel angle de hausse. La monture Mk XX pourrait s'élever à un maximum de 50° et descendre à -10°. La tourelle avait un taux d'entraînement maximal de 10° par seconde, mais elle était manœuvrée manuellement. En comptant l'équipage et les munitions, le poids tournant de la monture était de 37,963 t. Elle était protégée par un blindage de .25 pouces (6,4 mm) d'épaisseur, trop mince pour contenir un impact direct, mais toujours appréciable par rapport à de petits éclats, des explosions, des impacts d’armes de petit calibre.
Avec un obus de 24% plus lourd, le nouveau canon était bien plus puissant que le précédent canon de 4,7 pouces de 45 calibres, ce qui en faisait un concurrent du canon italien 120/50 mm par exemple tout en améliorant son rôle en matière de défense aérienne. Ses obus pouvait maintenant pénétrer 3 pouces (76,2 mm) de blindage à une distance de 10 km plutôt contre 5,9 km pour ceux de ses prédécesseurs. Lors de la bataille de Pantelleria, le 15 juin 1942, les HMS Marne, HMS Matchless et le HMS Ithuriel engagèrent une force opérationnelle italienne supérieure. L’HMS Marne tira 704 obus, l’HMS Matchless 746, tandis que l'HMS Ithuriel (avec 4 4.7/45) réussit à tirer 246 obus seulement. L’HMS Marne toucha le croiseur Eugenio di Savoia avec un seul obus vers 05 h 50. L’HMS Matchless ne réussit pas à atteindre l'autre croiseur, le Montecuccoli, mais toucha ensuite le grand destroyer Ugolino Vivaldi. Le nouvel obus de 120 mm était lourd et puissant, et le destroyer italien fut bientôt lourdement endommagé, avec un feu intense au milieu du navire. Ce destroyer ne fut sauvé que par son remorquage jusqu'à une base navale proche, où l'incendie fut finalement éteint.
Selon les mots de Tony DiGiulian, le canon 120/50 Mark XI était peut-être le meilleur canon de destroyer fabriqué par les Britanniques pendant la Seconde Guerre mondiale, mais il était également lourd et coûteux, tout comme les navires qui en étaient équipés. La production en temps de guerre nécessitait une production beaucoup plus importante de navires et d’armes. Des armes moins chères furent donc installées sur de nombreuses autres classes de navires, telles que le «O» et le «P» (102 mm) et d’autres avec d’ancien canons de 120 mm, jusqu’à ce que le canon de 4.5 pouces ne commença à les remplacer, en tant que premier puissant canon de destroyer à double usage.